# Мухсін Хендрікс
Мухсін Хендрікс (червень 1967 — 15 лютого 2025) був південноафриканським імамом, ісламським вченим та ЛГБТ-активістом. Він брав участь у діяльності різних правозахисних груп ЛГБТ та виступав за більше визнання ЛГБТ-людей в ісламі. Він вважається першим у світі відкритим геєм-імамом, який здійснив камінг-аут у 1996 році. Хендрікс став жертвою злочину на ґрунті ненависті в лютому 2025 року в Гквербеха, Південна Африка, і помер від вогнепальних поранень під час замаху на вбивство.